# Église Sainte-Madeleine de Tupigny
Pour les articles homonymes, voir Église Sainte-Madeleine.
L'église Sainte-Madeleine de Tupigny est une église située à Tupigny, en France.

## Localisation
L'église est située sur la commune de Tupigny, dans le département de l'Aisne.